# Æthelric de Deira
Æthelric (també escrit Etelric) va ser el rei de Deira, després del seu pare Ælla.
En el manuscrit A de la Crònica anglosaxona es diu que Ælle, rei de Deira, va ser succeït per Æthelric l'any 588. Segons Beda, Deira va ser envaïda vers l'any 604 i el rei Etelfred de Bernícia en va prendre el control. Informació que contradiu el Cronicon ex cronicis, segons el qual el pare d'Etelfred, Etelric de Bernícia ja governava Deira des del 557, territori del qual va fer fora a Edwin, el seu rei.
Edwin, un fill d'Ælla i probablement germà d'Æthelric, va haver de marxar a l'exili,però és probable que Æthelric morís durant la conquesta efectuada pels bernicis i que la línia successòria no fos restaurada fins al retorn d' Edwin.